# Portlandia proctorii
Portlandia proctorii là một loài thực vật có hoa trong họ Thiến thảo. Loài này được (Aiello) Delprete mô tả khoa học đầu tiên năm 2003.